# Sorbolo (Follo)
Sorbolo ist eine Frazione mit 108 Einwohnern in der Gemeinde Follo in der Provinz La Spezia. Sie liegt auf einer Höhe von 318 m s.l.m. etwa 3,5 Kilometer westlich von Follo. Die Haupteinnahmequelle des Dorfes ist die Land- und Forstwirtschaft.

## Weblink
- Bilder des Ortes